# 色珠
色珠（1958年—），西藏当雄人，藏族，中华人民共和国政治人物、第十一届全国人民代表大会西藏地区代表。
毕业于西藏农牧学院畜牧兽医系兽医专业，是中共党员。担任西藏自治区畜牧兽医研究所副所长。2008年起担任全国人大代表。